# 鶴丸睦彦
鶴丸 睦彦（つるまる むつひこ、1901年10月10日 - 1989年7月5日）は、日本の俳優。本名は松井 睦彦。

## 来歴・人物
1901年（明治34年）10月10日、鹿児島県鹿児島市に医師の父・文蔵の6人兄妹の長男として生まれる。早稲田高等学院卒業後の1923年（大正12年）に渡米し、その後エル・グレコの絵を見たさに旅費をためてスペインに渡る。1927年（昭和2年）に帰国。左翼系劇団の美術部員から俳優に転じ、同年に佐々木孝丸、村山知義らの前衛劇場に入り、1928年（昭和3年）には東京左翼劇場、1934年（昭和9年）には新協劇団に参加する。1938年（昭和13年）、木村荘十二監督の『牧場物語』で映画に初出演する。
戦後は舞台で胸を打ったのが原因で肺を病み、療養所で生活していた。その間に劇団民藝に入団し、1953年（昭和28年）に民藝と近代映画協会の共同製作による『夜明け前』に療養所からスタジオ通いをして端役を演じる。翌1954年（昭和29年）には佐分利信監督の『叛乱』で北一輝という大役を演じ、以降も新藤兼人監督『どぶ』、今井正監督『ここに泉あり』などの独立プロ作品や『地獄の波止場』などといった日活作品に出演した。
舞台では『漁港』『審判』などに出演し、1961年（昭和36年）には『檻』の演技で芸術祭奨励賞を受賞。1977年（昭和52年）の『煙草の害について』では演出を務める。一風変った老人役に独特の味わいがあった。
1989年（平成元年）7月5日、肺炎のため死去。87歳没。

## 出演作品

### 映画
- 戀愛の責任（1936年、P.C.L.）
- からゆきさん（1937年、P.C.L.） - 世話役
- 鶯（1938年、東京発声） - 卯之吉
- 空想部落（1939年、南旺映画） - 米山編集長
- 多甚古村（1940年、東宝映画） - 小使さん
- 夜明け前（1953年、近代映画協会）
- 叛乱（1954年、新東宝） - 北一輝
- 美しい人（1954年、新東宝） - 岡本中将
- 勲章（1954年、俳優座） - 松本太左衛門
- どぶ（1954年、近代映画協会） - 西村
- 芸者秀駒（1954年、新東宝） - 父作造
- ほらふき丹次（1954年、新東宝） - 五吉老人
- 東京の空の下には（1955年、日活） - 鴨来軒主人
- ここに泉あり（1955年、中央映画） - 老父
- 狼（1955年、近代映画協会） - 勧誘員
- こころ（1955年、日活） - 日置の父
- 続警察日記（1955年、日活） - 柴田彌六
- 力道山物語 怒濤の男（1955年、日活） - 太一
- 石合戦（1955年、日活） - 吉川校長
- 地獄の波止場（1956年、日活） - 市村老人
- 病妻物語 あやに愛しき（1956年、民藝） - 小使さん
- 愛ちゃんはお嫁に（1957年、日活） - 五郎左衛門
- 幸せは俺等の願い（1957年、日活） - 隣の男
- 海の野郎ども（1957年、日活） - 土産物商
- その女を逃がすな（1958年、日活） - 帽子工場の親爺
- 姿なき顔役（1958年、日活） - アパート管理人
- お母さんの幸福（1958年、桜映画社） - 町の医師
- 小さな仲間（1958年、桜映画社） - 近所の爺さん
- 松川事件（1961年） - 寺尾裁判長
- 「粘土のお面」より かあちゃん（1961年、新東宝） - 山崎
- 警察日記 ブタ箱は満員（1961年、日活） - 置き引きの親爺
- 大人と子供のあいの子だい（1961年、日活） - 工場主の田中
- からみ合い（1962年、にんじんくらぶ） - 志村
- 秋津温泉（1962年、松竹）
- 川っ風野郎たち（1963年、日活） - 松本二作
- 怪談（1965年、にんじんくらぶ） - 平経盛
- 孤島の太陽（1968年、日活） - 万平
- 野獣を消せ（1969年、日活） - 小野田信造
- 小林多喜二（1974年、多喜二プロ）
- 北ぐにのとも子 (1974年、英映画社)

### テレビドラマ
- 私だけが知っている（NHK）
  - 屋根（1957年） - 御隠居
  - 光堂事件（1958年） - 浮間ヶ原
- サンヨーテレビ劇場（KR）
  - 父ありき（1958年）
  - 笑い（1960年）
- お好み日曜座 / 獅子（1958年、NHK）
- テレビ劇場（NHK）
  - 最期の一葉（1958年）
  - 広島に生きる（1959年）
  - 36号室（1959年）
  - 世界で一番美しい瞳（1960年）
- 東芝家族劇場 第5回「路上の弾痕」（1959年、NET）
- めおと歳時記 第5回「つみ草」（1959年、NET）
- 夫婦百景（NTV）
  - 第49回「停年夫婦」（1959年）
  - 第200 - 203回「聖女房」（1962年）
- 指名手配 第7回「筑後川漂流死体事件」（1959年、NET）
- ここに人あり（NHK）
  - 第119回「柱時計」（1959年）
  - 第156回「霧の夜の女たち」（1960年）
  - 第168回「わが友よ」（1961年）
- 日立劇場（KR）
  - 第16回「首切り浅右衛門」（1960年） - 山田浅右衛門
  - 第29回「結婚披露」（1960年）
- 剣豪秘伝 第4回「喪神」（1960年、NET）
- 木曜ワイドアワー / からみ合い（1960年、NTV）
- 三菱ダイヤモンド劇場 / 赤い雪（1960年、CX）
- これが真実だ（CX）
  - 第27回「問答無用」（1960年）
  - 第35回「最期の日中平和交渉」（1960年） - 梅津美治郎
- 東芝日曜劇場 第184回「再会」（1960年、TBS）
- 廻れ人生 第23回「純愛」（1960年、NTV）
- NECサンデー劇場 / 街の灯よ今日は（1960年、NET）
- 雑草の歌 第140回「小鳥のバク」（1960年、TBS）
- 侍 第12回「美しき侍」（1961年、CX）
- おかあさん 第2シリーズ（TBS）
  - 第88回「姥捨」（1961年）
  - 第312回「菊の目じるし」（1965年）
- 女の園 第7回「紅葉狩」（1961年、NHK）
- シャープ火曜劇場 第28回「安城家の舞踏会」（1962年、CX）
- 七人の刑事 第67話「都会の牙」（1963年、TBS）
- 判決 第110話「冬近く」（1964年、NET）
- 風雪（NHK）
  - 郵便往来（1964年） - 五平
  - 敵艦見ゆ 日露戦争（1965年）
- 松本清張シリーズ 第11話「青のある断層」（1965年、KTV）
- NHK劇場 / 風の鶏（1967年、NHK）
- 剣 第23回「岡場所の女」（1967年、NTV） - 弥造
- 三匹の侍 第5シリーズ 第2話「痩せ犬」（1967年、CX） - 和尚
- 鬼平犯科帳 第1シリーズ 第35話「情炎」(1970年、NET / 東宝) - 吉津の嘉平
- 荒野の用心棒 第23話「叛逆砦に陽はまた昇り…」（1973年、NET / 三船プロダクション） - 平助
- 高原へいらっしゃい 第17話（1976年、TBS）
- 日本の戦後 第8集「審判の日」（1978年、NHK） - 松井石根

### 舞台
- 石田三成（1935年） - 小早川秀秋
- 坊ちゃん（1935年） - 狸（学校長）
- どん底（1936年、新協劇団） - 木賃宿の主人
- 漁港（1959年、劇団民藝） - 藤田圭重
- 檻（1960年、劇団民藝） - 巷
- 火山灰地 第一部・第二部（1961年、劇団民藝） - 泉亀太郎
- るつぼ（1962年、劇団民藝） - フランシス・ナース
- 開かれた処女地（1965年、劇団民藝） - アキーム爺さん
- 夜明け前 第二部（1965年、劇団民藝） - 加納敬二
- 狼（1966年、劇団民藝） - 密偵
- ヴィシーでの出来事（1967年、劇団民藝） - 老ユダヤ人
- ヴェニスの商人（1968年、劇団民藝） - 老ゴボー
- 斬られの仙太（1968年、劇団民藝） - 中山忠蔵
- 炎の人（1969年、劇団民藝） - ペール・タンギー
- ロムルス大帝（1970年、劇団民藝） - フュラックス
- 審判（1970年、劇団民藝） - 弁護人
- もうひとつの歴史（1971年、劇団民藝） - 知念
- 誤解（1972年、劇団民藝） - 老召使
- 人類危機の十三日間（1976年、劇団民藝） - コロス
- 煙草の害について（1977年、劇団民藝）※兼演出
- 幻のトラック（1977年、劇団民藝）
- 黒い湖（1978年、劇団民藝） - 老執事

### ラジオドラマ
- 北の島（1959年、NHK）
- 漁夫（1964年、文化放送）
- 花嫁のいる風景（1968年、TBS）
- つれづれなるままに（1976年、NHK）